# Bilqas
Bilqas (arabiska: بلقاس, Bilqās) är en stad i Nildeltat i nordöstra Egypten. Staden är en av de största i guvernementet ad-Daqahliyya och har cirka 120 000 invånare.
Vid medelhavskusten 20 km nordost om Bilqas ligger den populära badorten Gamasa. Ett annat besöksmål nära staden är det koptisk-ortodoxa nunneklostret Sankta Demiana. Bilqas är också känt för naturgasfälten i Abu Mady-regionen.